# Resolució 2362 del Consell de Seguretat de les Nacions Unides
La Resolució 2362 del Consell de Seguretat de les Nacions Unides fou adoptada per unanimitat el 29 de juny de 2017. El Consell va ampliar les mesures contra l'exportació il·legal de petroli de Líbia fins al 15 de novembre de 2018. A partir d'aquest moment, aquestes mesures també s'apliquen als productes refinats del petroli.

## Observacions
El representant egipci va dir que les mesures relacionades amb la prohibició de les exportacions havien de basar-se en informació fiable. El valor del tràfic de petroli procedent de Líbia es va estimar en uns 325 milions d'euros anuals. Egipte també volia aixecar l'embargament d'armes contra l'exèrcit del govern. Després de tot, era l'única organització del país que podia actuar contra el terrorisme.
La pròpia Líbia estava decebuda perquè les sancions havien causat importants pèrdues financeres. El representant libi va dir que no estava totalment justificat. La congelació dels fons de la Institució d'Inversions de Líbia havia causat una pèrdua de més de mil milions de dòlars. Totes les institucions financeres del país estaven en perill, però no s'escoltaven les advertències al Consell de Seguretat sobre el possible "desastre". El grup d'experts havia recomanat reinvertir els fons congelats a Líbia, però això no s'havia fet.

## Contingut
El govern d'acord nacional va haver de prendre mesures contra l'exportació il·legal de petroli i productes refinats per part d'institucions governamentals al marge del govern reconegut. Aquestes institucions formaven part de governs paral·lels no reconeguts, que no formaven part de l'acord conclòs l'any 2015. Amb aquesta finalitat, calia supervisar la petroliera nacional, el Banc Central i la societat nacional d'inversions.
Les mesures adoptades per la resolució 2146 contra aquestes exportacions il·legals es van ampliar fins al 15 de novembre de 2018. Els països membres havien d'excloure dels seus ports els vaixells que estaven en la llista negra del Comitè de Sancions, i se'ls permetia inspeccionar vaixells sospitosos a alta mar. El grup d'experts que supervisava les sancions contra Líbia va ser prorrogat fins a la mateixa data.
El govern de l'acord nacional encara estava autoritzat a demanar excepcions a l'embargament d'armes per armar els seus propis serveis de seguretat en la lluita contra Estat islàmic, Ansar al-Xaria i altres grups terroristes vinculats a Al Qaeda. Es va demanar que es millorés la gestió de les armes.
La prohibició de viatjar i les sancions financeres que es van aplicar a qualsevol persona que amenaçava la pau, l'estabilitat o la seguretat a Líbia es van ampliar a aquells que preparessin o cometessin atacs contra personal de l'ONU, inclosos els membres del grup d'experts.